# Шийка (притока Тетерева)
Ши́йка — річка в Україні, в межах Романівського та Житомирського районів Житомирської області. Ліва притока Тетерева (басейн Дніпра).

## Опис
Довжина 22 км, площа басейну - 153 км², похил річки - 1,5 м/км, впадає у Тетерів за 269 км від його гирла.

## Притоки
Праві:
- Жовта
- Нікоть

Ліві:
- Березівка
- Стрибезький
- Крута[1] - річка у Романівському й Житомирський районах. Починається на північному заході від Трудового. Тече переважно на південний захід і впадає у Шийку на південному сході від Вили[2].

## Розташування
Бере початок біля села Червоні Хатки Романівському районі. Тече переважно в межах Житомирського району. По течії розташоване велике озеро, яке було створене для розведення різних видів риб. У річки наявні притоки, однак вони дуже малі; все ж вони досить суттєво поповнюють запаси води річки. 
Річка має важливе господарське значення.